# Olimpíada d'escacs de 1980

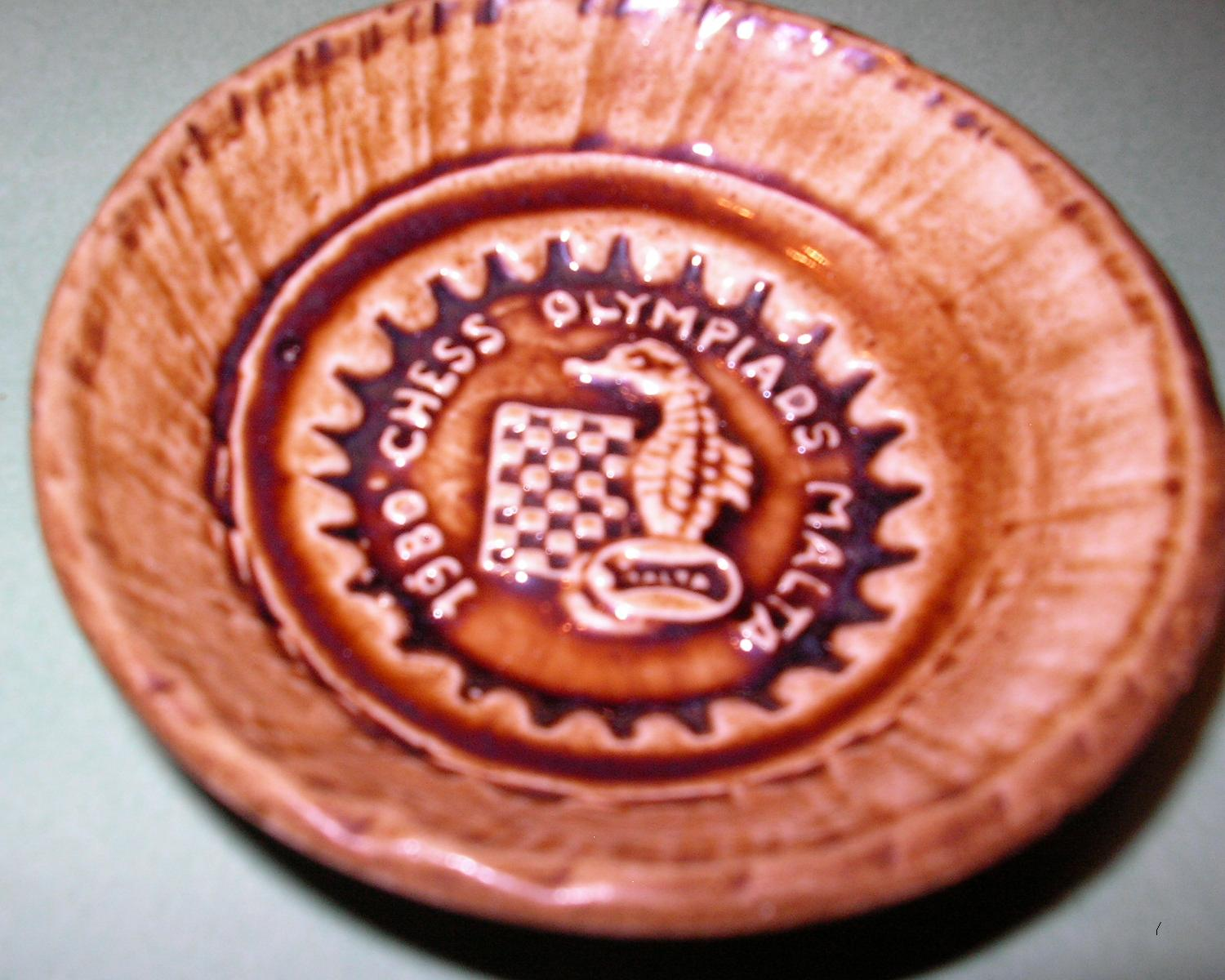
Souvenir amb l'anagrama de la XXIV Olimpíada, La Valetta, 1980.

L'Olimpíada d'escacs de 1980 fou un torneig d'escacs per equips nacionals que se celebrà entre el 20 de novembre i el 6 de desembre de 1980 a La Valletta, Malta. Va ser la vint-i-quatrena edició oficial de les Olimpíades d'escacs, i va incloure tant una competició absoluta com una de femenina. També s'hi va celebrar, conjuntament, l'Assemblea General de la FIDE.
En aquesta Olimpíada es va produir el debut del futur Campió del món Garri Kaspàrov, amb només 17 anys, amb l'equip de l'URSS. Kaspàrov fou llavors el jugador més jove a representar la Unió Soviètica o Rússia a aquest nivell, un rècord que va ser batut posteriorment per Vladímir Kràmnik el 1992.

## Torneig obert

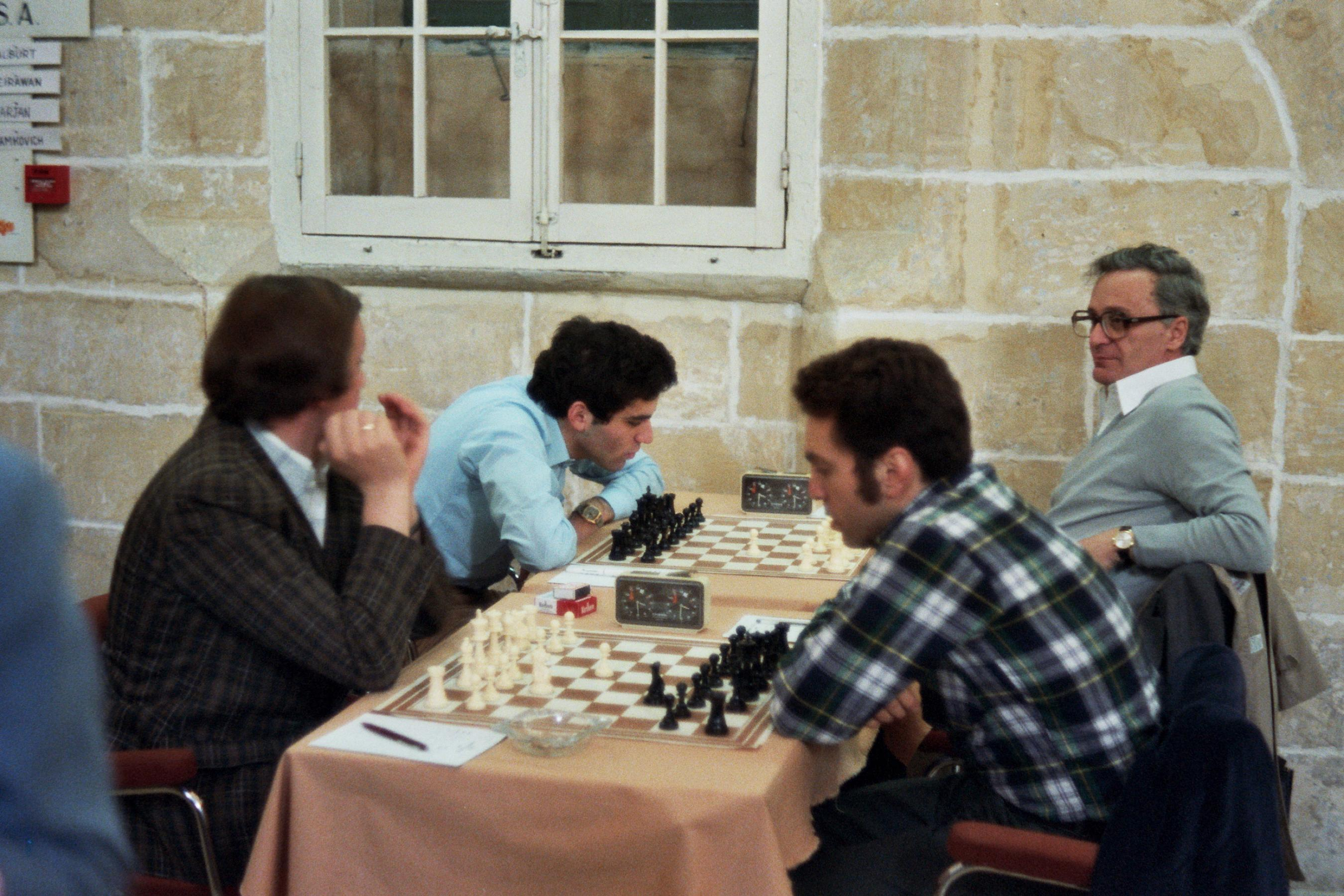
Matx URSS-EUA. Amb camisa blau cel, Garri Kaspàrov medita la seva primera jugada.

Al torneig obert o absolut, hi participaren 82 equips, en representació de 81 països (Malta, en tant que amfitrió, va presentar dos equips). Els equips eren formats per sis jugadors (quatre titulars i dos suplents), per un total de 483 jugadors. El torneig es disputà per sistema suís, a catorze rondes.
La primera part del torneig fou dominada per l'equip hongarès, campió vigent, que va liderar en solitari la competició entre la tercera ronda i l'onzena, mercès, entre altres coses, a l'empat assolit amb la Unió Soviètica i amb Iugoslàvia i a una gran victòria per 3-1 contra l'equip dels Estats Units. Els hongaresos i els soviètics es trobaven empatats a punts a tres jornades per al final, i cap dels dos no va ser capaç de treure ni mig punt d'avantatge sobre l'altre. L'or va ser per als soviètics finalment, per Bucholz, gràcies a la victòria de Grècia (que havia jugat contra els soviètics) contra Escòcia (que només s'havia enfrontat als hongaresos).

### Resultats per equips
| Pos.              | Equip          | Jugadors | Elo  | Punts |
| ----------------- | -------------- | --- | ---- | ----- |
| Medalla d'or      | Unió Soviètica | GM Anatoli Kàrpov, GM Lev Polugaievski, GM Mikhaïl Tal, GM Iefim Hèl·ler, GM Iuri Balaixov, MI Garri Kaspàrov              | 2666 | 39    |
| Medalla de plata  | Hongria        | GM Lajos Portisch, GM Zoltán Ribli, GM Gyula Sax, GM István Csom, GM Iván Faragó, MI József Pintér                         | 2593 | 39    |
| Medalla de bronze | Iugoslàvia     | GM Ljubomir Ljubojević, GM Borislav Ivkov, GM Bruno Parma, GM Bojan Kurajica, GM Slavoljub Marjanović, Predrag Nikolić     | 2541 | 35    |
| 4                 | Estats Units   | GM Lev Alburt, MI Yasser Seirawan, GM Larry Christiansen, GM James Tarjan, MI Nick De Firmian, GM Leonid Xamkóvitx         | 2514 | 34    |
| 5                 | Txecoslovàquia | GM Vlastimil Hort, GM Jan Smejkal, GM Vlastimil Jansa, GM Ján Plachetka, MI Ľubomír Ftáčnik, MI Jiří Lechtýnský            | 2530 | 33    |
| 6                 | Anglaterra     | GM Anthony Miles, GM Michael Stean, GM John Nunn, MI Jonathan Speelman, GM Raymond Keene, MI Jonathan Mestel               | 2520 | 32,5  |
| 7                 | Polònia        | MI Aleksander Sznapik, GM Włodzimierz Schmidt, MI Adam Kuligowski, MI Jacek Bielczyk, MI Jerzy Pokojowczyk, Jan Przewoźnik | 2419 | 32,5  |
| 8                 | Israel         | GM Vladimir Liberzon, MI Nathan Birnboim, MI Yehuda Grünfeld, Yaacov Murey, MI Shimon Kagan, David Bernstein               | 2474 | 32    |
| 9                 | Canadà         | MI Jean Hebert, MI Lawrence Day, GM Daniel Yanofsky, Milan Vukadinov, MI Zvonko Vranesic, Dennis Allan                     | 2385 | 32    |
| 10                | Països Baixos  | GM Jan Timman, GM Guennadi Sossonko, GM Hans Ree, MI Christian Langeweg, MI John Van der Wiel, MI Gert Ligterink           | 2533 | 31,5  |

### Resultats individuals

#### Primer tauler
|                   | Jugador          | País                     | Punts | Partides | Percentatge |
| ----------------- | ---------------- | ------------------------ | ----- | -------- | ----------- |
| Medalla d'or      | William Hook     | Illes Verges Britàniques | 11,5  | 14       | 82,1        |
| Medalla de plata  | Saifudin Kanani  | Kenya                    | 9,5   | 12       | 79,2        |
| Medalla de bronze | GM Eugenio Torre | Filipines                | 11    | 14       | 78,6        |

#### Segon tauler
|                   | Jugador            | País         | Punts | Partides | Percentatge |
| ----------------- | ------------------ | ------------ | ----- | -------- | ----------- |
| Medalla d'or      | MI Yrjö Rantanen   | Finlàndia    | 9,5   | 13       | 73,19       |
| Medalla de plata  | MI Yasser Seirawan | Estats Units | 8     | 11       | 72,7        |
| Medalla de bronze | Derek Harris       | Bermudes     | 7     | 10       | 70          |

#### Tercer tauler
|                  | Jugador              | País    | Punts | Partides | Percentatge |
| ---------------- | -------------------- | ------- | ----- | -------- | ----------- |
| Medalla d'or     | José Felix Villareal | Mèxic   | 9     | 11       | 81,8        |
| Medalla de plata | MI Adam Kuligowski   | Polònia | 10    | 13       | 76,9        |
| Medalla de plata | Mohamed Rafiq Khan   | Índia   | 10    | 13       | 76,9        |

#### Quart tauler
|                  | Jugador               | País           | Punts | Partides | Percentatge |
| ---------------- | --------------------- | -------------- | ----- | -------- | ----------- |
| Medalla d'or     | GM István Csom        | Hongria        | 9     | 11       | 77,8        |
| Medalla de plata | MI Harry Schüssler    | Suècia         | 6,5   | 9        | 72,2        |
| Medalla de plata | GM Iefim Hèl·ler      | Unió Soviètica | 6,5   | 9        | 72,2        |
| Medalla de plata | MI Christian Langeweg | Països Baixos  | 6,5   | 9        | 72,2        |
| Medalla de plata | Johan Goormachtigh    | Bèlgica        | 6,5   | 9        | 72,2        |

#### Cinquè tauler (primer suplent)
|                   | Jugador          | País           | Punts | Partides | Percentatge |
| ----------------- | ---------------- | -------------- | ----- | -------- | ----------- |
| Medalla d'or      | GM Iuri Balaixov | Unió Soviètica | 7,5   | 10       | 75          |
| Medalla d'or      | Bjørn Tiller     | Noruega        | 6     | 8        | 75          |
| Medalla de bronze | Jacob Øst-Hansen | Dinamarca      | 8     | 11       | 72,7        |

#### Sisè tauler (segon suplent)
|                   | Jugador           | País           | Punts | Partides | Percentatge |
| ----------------- | ----------------- | -------------- | ----- | -------- | ----------- |
| Medalla d'or      | Predrag Nikolić   | Iugoslàvia     | 6,5   | 8        | 81,3        |
| Medalla de plata  | Andrew Borg       | Malta B        | 8     | 10       | 80          |
| Medalla de bronze | MI Garri Kaspàrov | Unió Soviètica | 9,5   | 12       | 79,2        |

## Torneig femení
Per primer cop, el torneig femení va adoptar la fórmula del sistema suís, a 14 rondes com el torneig obert, tot i que els equips participants van ser només 42. Els matxs es jugaven a tres taulers, i cada equip tenia una jugadora suplent disponible.
El torneig el va vèncer la Unió Soviètica, que superà Hongria a la penúltima ronda gràcies a una victòria per 3-1 contra els Estats Units.
| Pos.              | Equip           | Jugadores                                                                                 | Elo  | Punts |
| ----------------- | --------------- | ----------------------------------------------------------------------------------------- | ---- | ----- |
| Medalla d'or      | Unió Soviètica  | GMF Maia Txiburdanidze, GM Nona Gaprindaixvili, GMF Nana Aleksàndria, GMF Nana Ioseliani  | 2370 | 32,5  |
| Medalla de plata  | Hongria         | MIF Zsuzsa Veröci, MIF Mária Ivánka, Mária Porubszky-Angyalosine, Tünde Csonkics          | 2232 | 32    |
| Medalla de bronze | Polònia         | MIF Hanna Ereńska-Radzewska, MIF Grażyna Szmacińska, Małgorzata Wiese, Agnieszka Brustman | 2148 | 26,5  |
| 4                 | Romania         | MIF Elisabeta Polihroniade, GMF Gertrude Baumstark, Daniela Nuţu, MIF Margareta Mureşan   | 2200 | 24,5  |
| 5                 | RDA             | Gisela Fischdick, Barbara Hund, Anni Laakmann, Isabel Hund                                | 2152 | 24    |
| 6                 | R.P. de la Xina | Liu Shilan, Wu Mingqian, An Yangfeng                                                      | 1843 | 24    |
| 7                 | Israel          | Lena Glaz, Luba Kristol, Olga Podrazhanskaya, Lea Nudelman                                | 2113 | 23,5  |
| 8                 | Iugoslàvia      | Gordana Marković, Antonina Dragašević, MIF Tereza Štadler, Olivera Prokopović             | 2142 | 23,5  |
| 9                 | Bulgària        | GMF Tatiana Lemachko, Rumiana Bojadjieva, Margarita Voiska, Pavlina Angelova              | 2138 | 23    |
| 10                | Brasil          | Ligia Abreu Carvalho, Jussara Chaves, MIF Ruth Cardoso, Marcia Longo                      | 1850 | 23    |

### Resultats individuals

#### Primer tauler
|                   | Jugadora                    | País           | Punts | Partides | Percentatge |
| ----------------- | --------------------------- | -------------- | ----- | -------- | ----------- |
| Medalla d'or      | GMF Maia Txiburdanidze      | Unió Soviètica | 11,5  | 13       | 88,5        |
| Medalla de plata  | MIF Zsuzsa Verőci           | Hongria        | 10    | 13       | 76,9        |
| Medalla de bronze | MIF Hanna Ereńska-Radzewska | Polònia        | 9     | 13       | 69,2        |

#### Segon tauler
|                   | Jugadora               | País           | Punts | Partides | Percentatge |
| ----------------- | ---------------------- | -------------- | ----- | -------- | ----------- |
| Medalla d'or      | GM Nona Gaprindaixvili | Unió Soviètica | 9,5   | 12       | 79,2        |
| Medalla de plata  | MIF Mária Ivánka       | Hongria        | 11    | 14       | 78,6        |
| Medalla de bronze | Barbara Hund           | RDA            | 9     | 13       | 69,2        |

#### Tercer tauler
|                   | Jugadora                    | País       | Punts | Partides | Percentatge |
| ----------------- | --------------------------- | ---------- | ----- | -------- | ----------- |
| Medalla d'or      | Daniele Nutu                | Romania    | 7,5   | 10       | 75          |
| Medalla de plata  | Mária Porubszky-Angyalosine | Hongria    | 8     | 11       | 72,7        |
| Medalla de bronze | Teresa Stadler              | Iugoslàvia | 6     | 9        | 66,7        |

#### Quart tauler (suplent)
|                   | Jugadora           | País           | Punts | Partides | Percentatge |
| ----------------- | ------------------ | -------------- | ----- | -------- | ----------- |
| Medalla d'or      | GMF Nana Ioseliani | Unió Soviètica | 7,5   | 9        | 83,3        |
| Medalla de plata  | Agniezska Brustman | Polònia        | 8     | 11       | 72,7        |
| Medalla de bronze | Lea Nudelman       | Israel         | 6,5   | 9        | 72,2        |

## Participants
Participants en ambdós torneigs (obert, i femení):
- Argentina
- Austràlia
- Àustria
- Bèlgica
- Brasil
- Bulgària
- Canadà
- R.P. de la Xina
- Colòmbia
- Dinamarca
- Egipte
- Emirats Àrabs Units
- Finlàndia
- França
- Gal·les
- RDA
- Japó
- Grècia
- Anglaterra
- Índia
- Irlanda
- Islàndia
- Illes Verges Americanes
- Israel
- Itàlia
- Iugoslàvia
- Malta
- Mèxic
- Nigèria
- Nova Zelanda
- Països Baixos
- Polònia
- Puerto Rico
- República Dominicana
- Romania
- Escòcia
- Espanya
- Estats Units
- Suècia
- Suïssa
- Hongria
- Unió Soviètica

Participants només al torneig obert:
- Albània
- Algèria
- Andorra
- Angola
- Bermudes
- Xile
- Xipre
- Txecoslovàquia
- Cuba
- Filipines
- Jamaica
- Jordània
- Guernsey
- Guyana
- Indonèsia
- Hong Kong
- Illes Fèroe
- Illes Verges Britàniques
- Kenya
- Líban
- Líbia
- Luxemburg
- Malàisia
- Mònaco
- Mongòlia
- Noruega
- Pakistan
- Papua Nova Guinea
- Paraguai
- Portugal
- Síria
- Tailàndia
- Trinitat i Tobago
- Tunísia
- Turquia
- Uganda
- Veneçuela
- Zaire
- Zimbàbue